# С'Аренарју (Нуоро)
С'Аренарју је насеље у Италији у округу Нуоро, региону Сардинија.
Према процени из 2011. у насељу је живело 53 становника. Насеље се налази на надморској висини од 5 м.